# LAV
LAV (angleško Light Armoured Vehicle) je vojaška kratica, ki označuje Lahko oklepno vozilo.